# Bellenglise
Bellenglise ist eine französische Gemeinde mit 379 Einwohnern (Stand 1. Januar 2022) im Département Aisne in der Region Hauts-de-France. Sie gehört zum Arrondissement Saint-Quentin und zum Gemeindeverband Pays du Vermandois.

## Geografie
Die Gemeinde Bellenglise liegt etwa zehn Kilometer nordnordwestlich von Saint-Quentin am Canal de Saint-Quentin. Die Autobahn A 26 (Calais-Troyes) tangiert den Westen des Gemeindegebietes.

## Geschichte
Der Ort wurde in der Schlacht am Saint-Quentin-Kanal am 29. September 1918 schwer umkämpft.

### Bevölkerungsentwicklung
| Jahr      | 1962 | 1968 | 1975 | 1982 | 1990 | 1999 | 2006 | 2013 | 2021 |
| Einwohner | 276  | 426  | 517  | 479  | 441  | 410  | 391  | 382  | 380  |

## Sehenswürdigkeiten

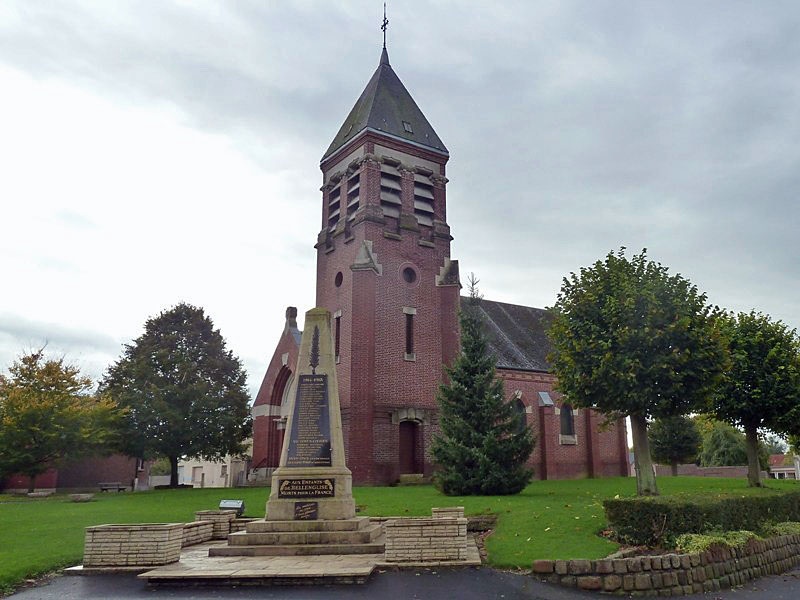
Kirche Saint-Médard
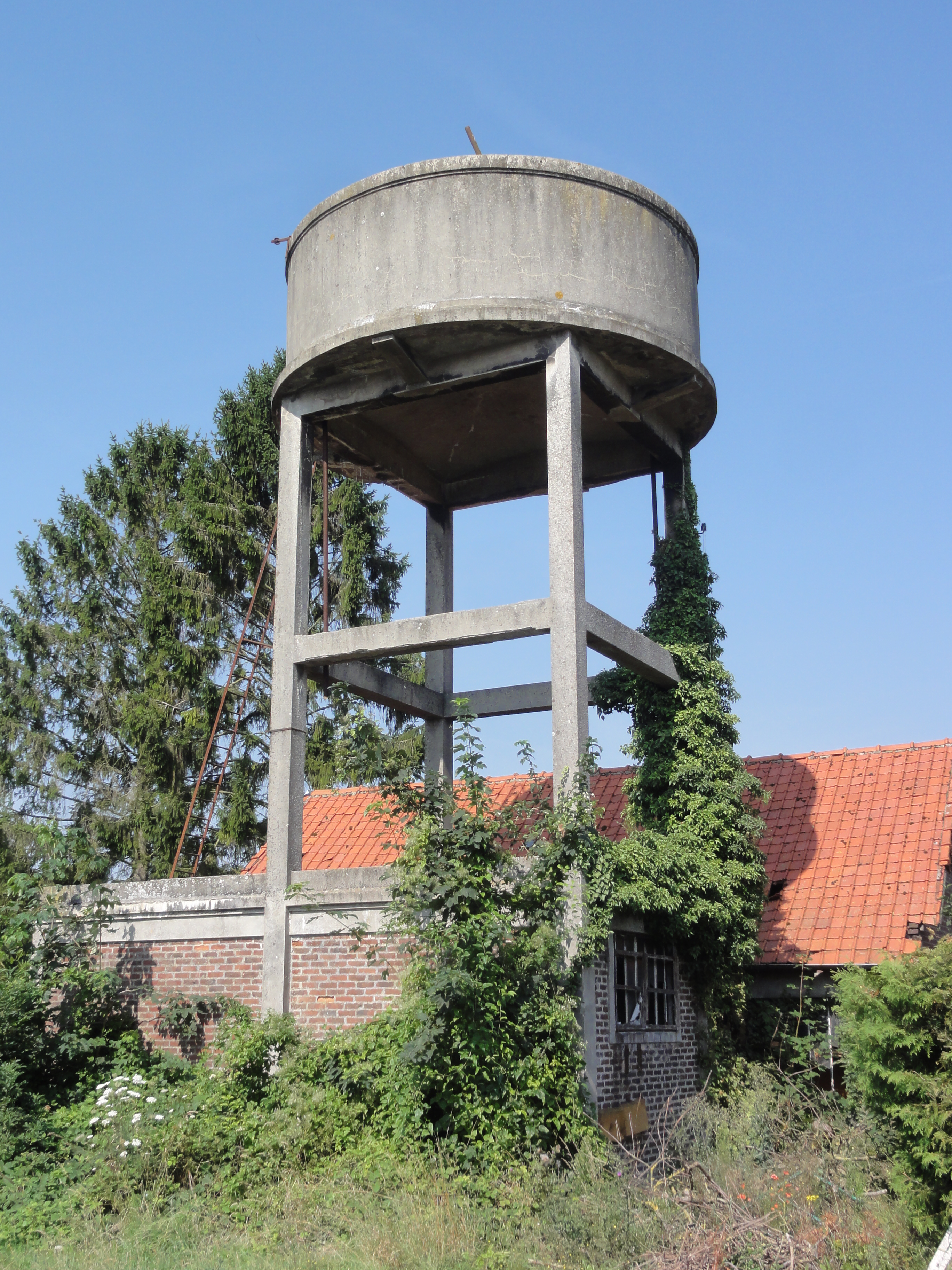
Wasserturm
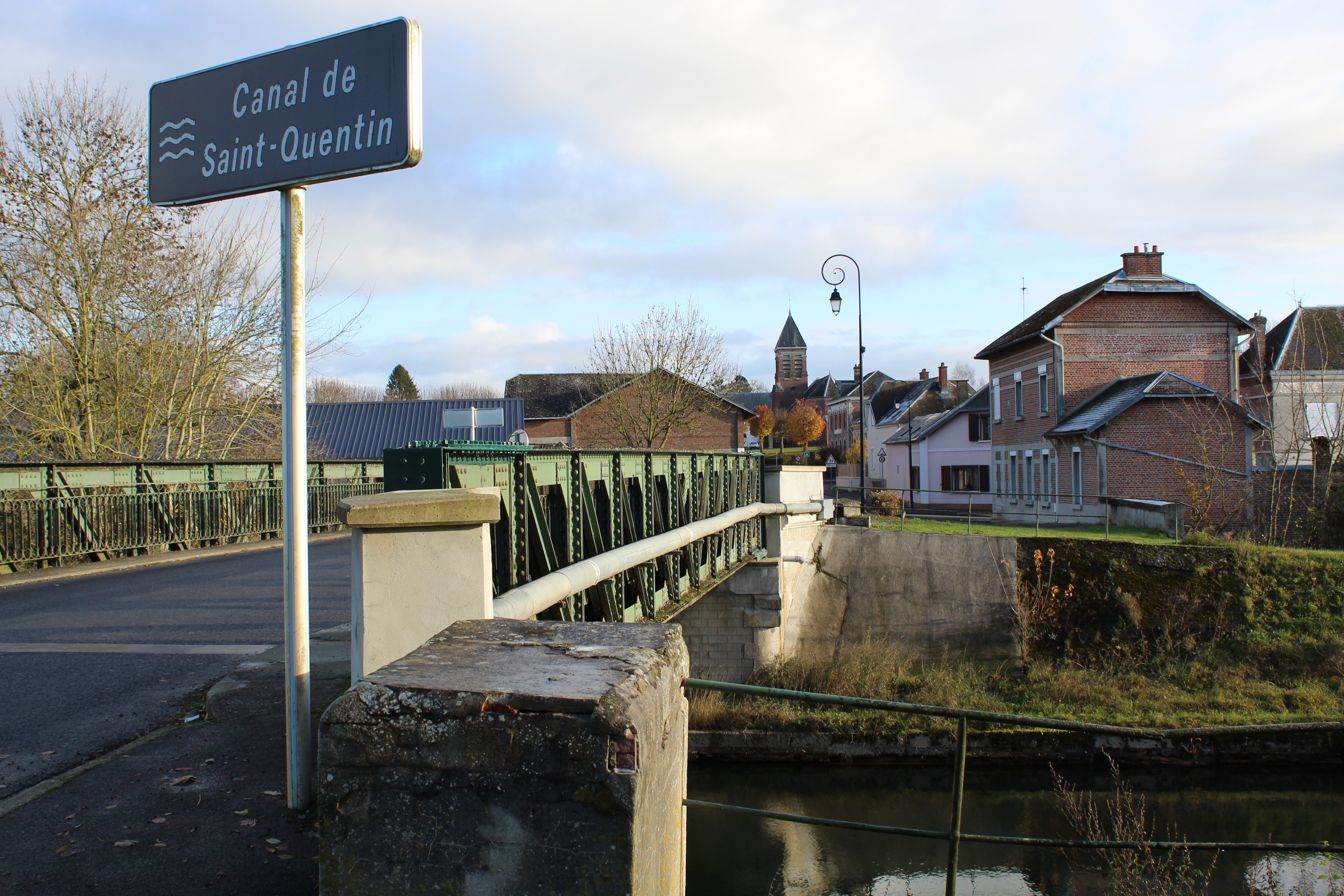
Brücke über den Canal de Saint-Quentin
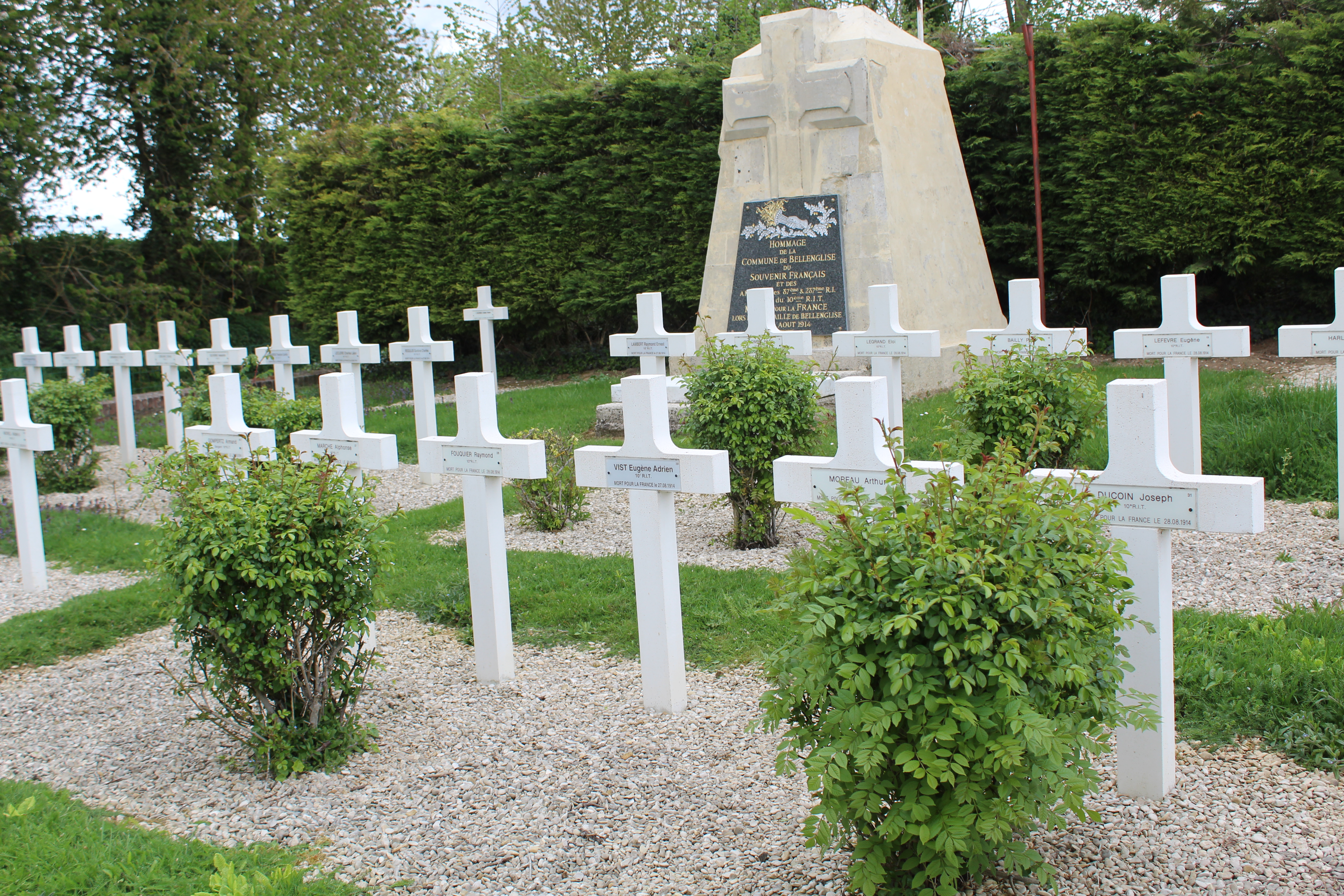
Französischer Soldatenfriedhof
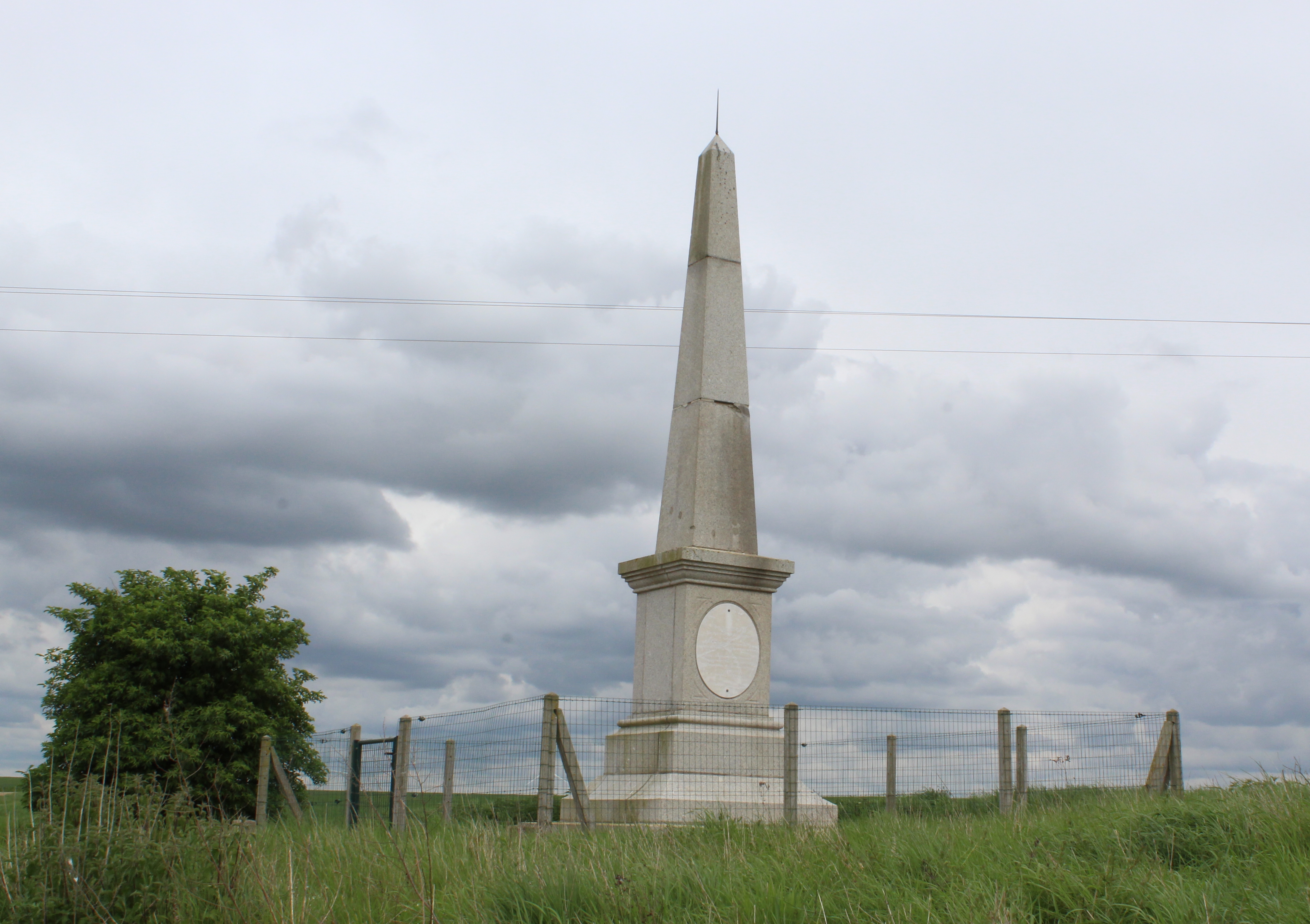
Denkmal auf dem britischen Soldatenfriedhof
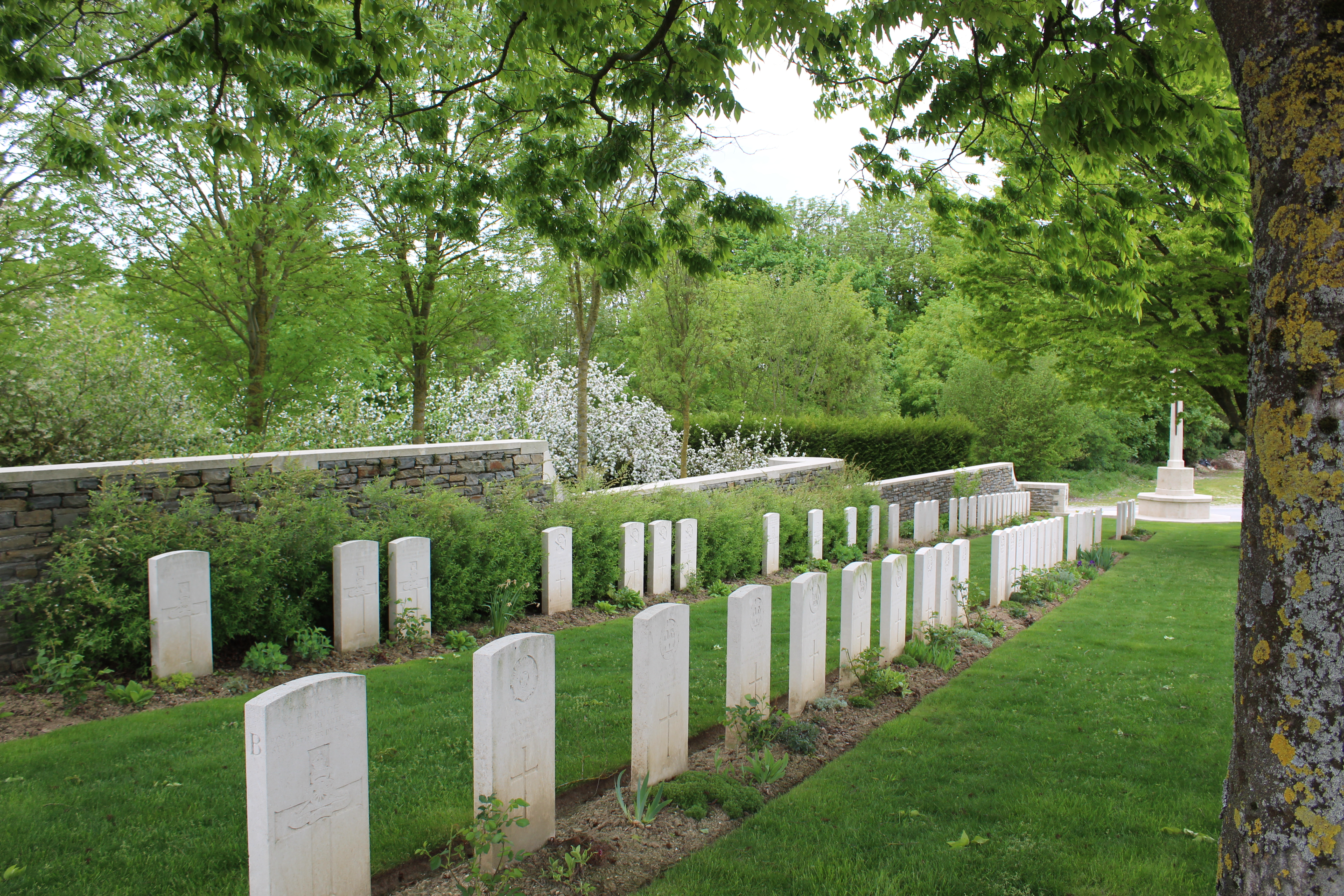
Soldatenfriedhof des Commonwealth
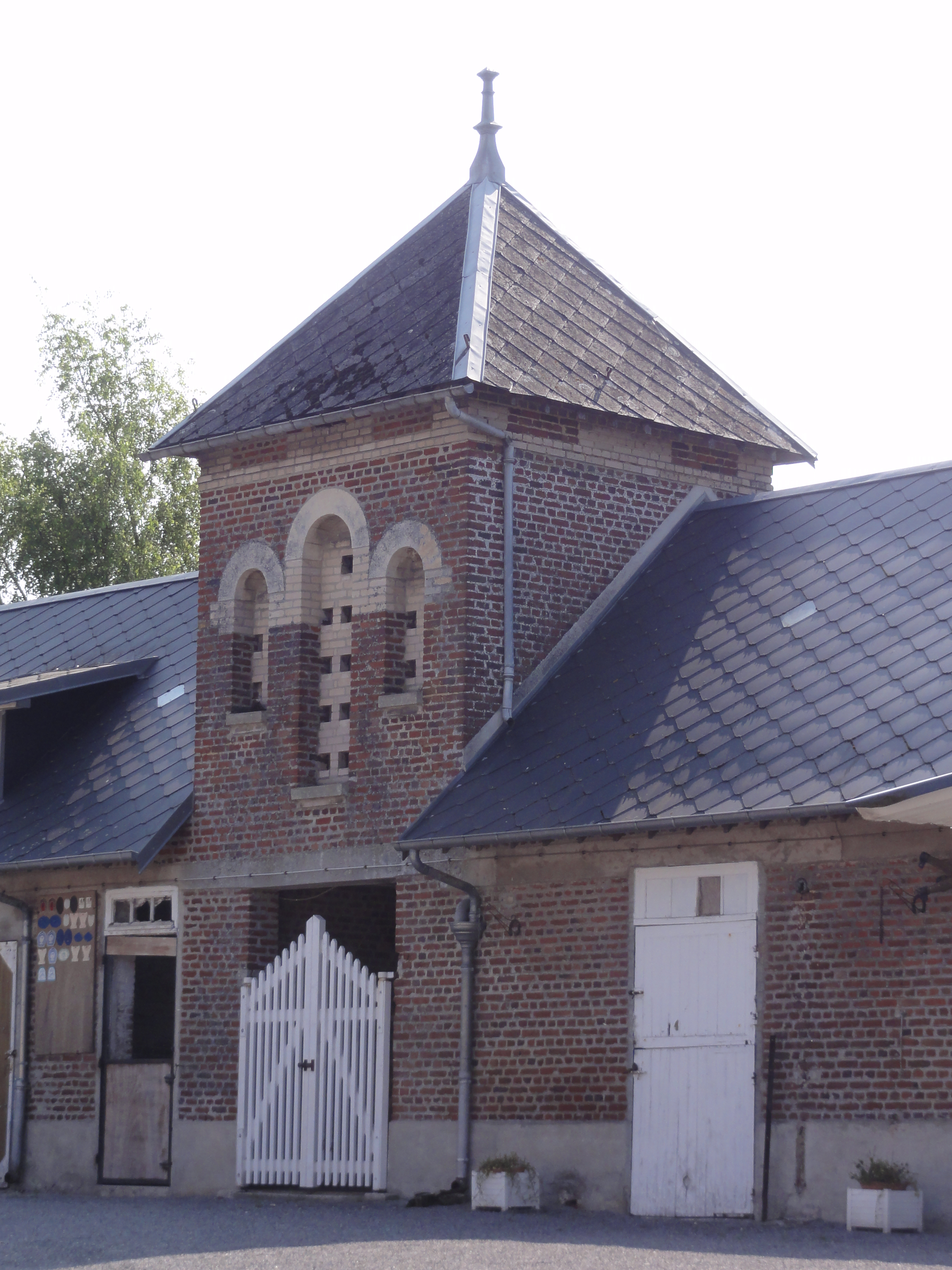
Taubenturm
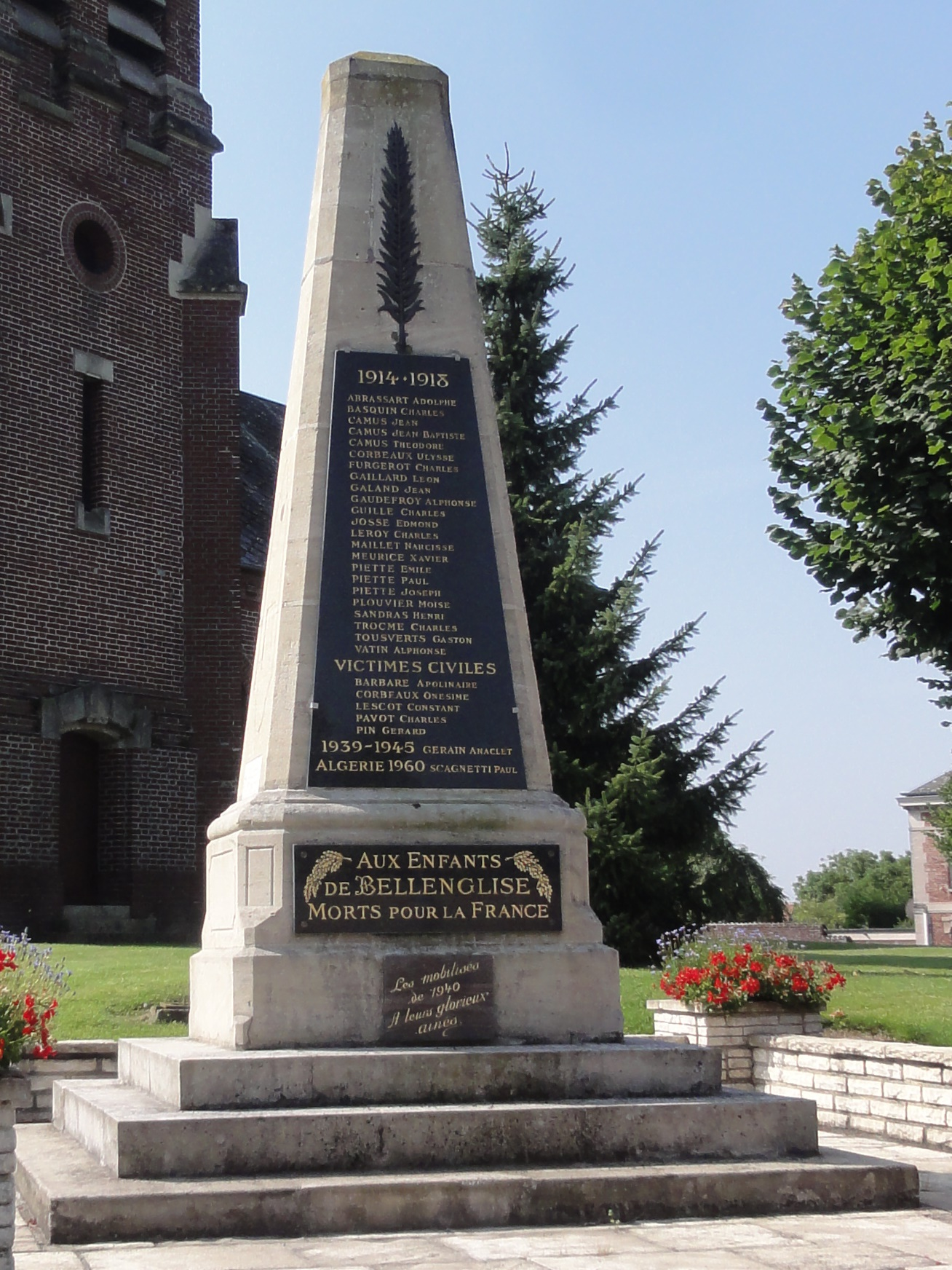
Gefallenendenkmal

- zwei Militärfriedhöfe

- Kirche Saint-Médard
- Wasserturm
- Brücke über den Canal de Saint-Quentin
- Französischer Soldatenfriedhof
- Denkmal auf dem britischen Soldatenfriedhof
- Soldatenfriedhof des Commonwealth
- Taubenturm
- Gefallenendenkmal